# Chūō (Sapporo)
Chūō o Chūō-ku (中央区) és un dels deu districtes de la ciutat de Sapporo. El seu nom traduït al català vol dir "centre" o "central", fent referència a la seua posició geogràfica al municipi i també a la seua importància com a cap de la ciutat i de l'illa. Al districte de Chūō es troben les principals institucions nacionals i regionals, així com la gran majoria de seus d'empreses i barris d'entreteniment.

## Geografia

### Barris
| Nom                            | Zona         | Habitants  |
| ------------------------------ | ------------ | ---------- |
| Ōdōri oest (大通西)            | Parc Ōdōri   | 5.966 hab. |
| Ōdōri est (大通東)             | Parc Ōdōri   | 3.003 hab. |
| Àrea nord-oest (北○条西)       | Parc Ōdōri   | ??? hab.   |
| Àrea nord-est (北○条東)        | Parc Ōdōri   | ??? hab.   |
| Àrea sud-oest (南○条西)        | Parc Ōdōri   | ??? hab.   |
| Àrea sud-est (南○条東)         | Parc Ōdōri   | ??? hab.   |
| Asahigaoka (旭ケ丘)            |              | ??? hab.   |
| Sakaigawa (界川)               | Maruyama sud | 770 hab.   |
| Parc Nakajima (中島公園)       |              | ??? hab.   |
| Bankei (盤渓)                  |              | 219 hab.   |
| Fushimi (伏見)                 |              | ??? hab.   |
| Futagoyama (双子山)            |              | ??? hab.   |
| Maruyama (円山)                | Maruyama     | ??? hab.   |
| Maruyama Nishimachi (円山西町) | Maruyama     | ??? hab.   |
| Miyagaoka (宮ケ丘)             |              | ??? hab.   |
| Miyanomori (宮の森)            |              | ??? hab.   |
| Total                          | -            | ??? hab.   |

## Elements importants

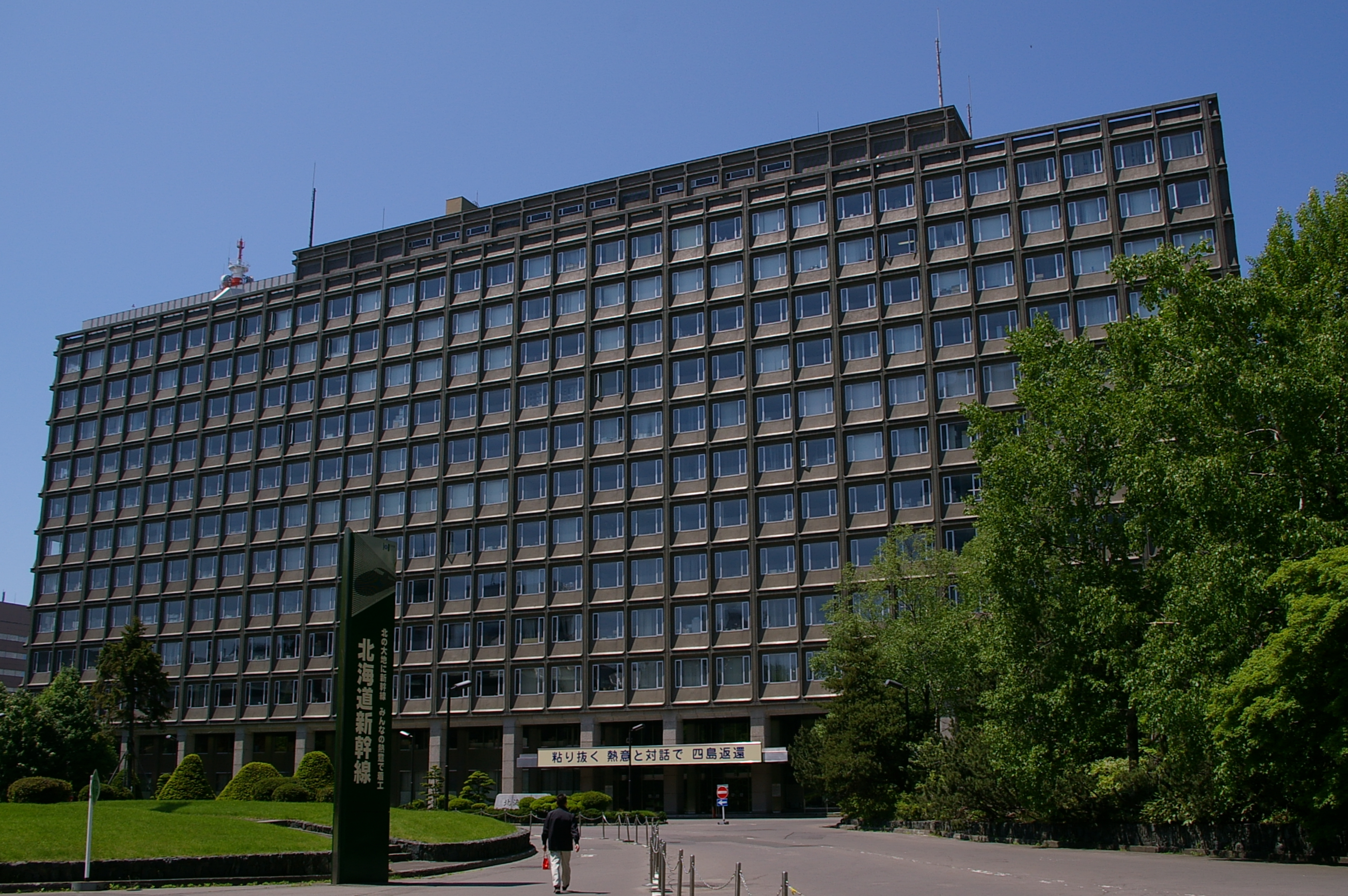
Edifici del govern prefectural.

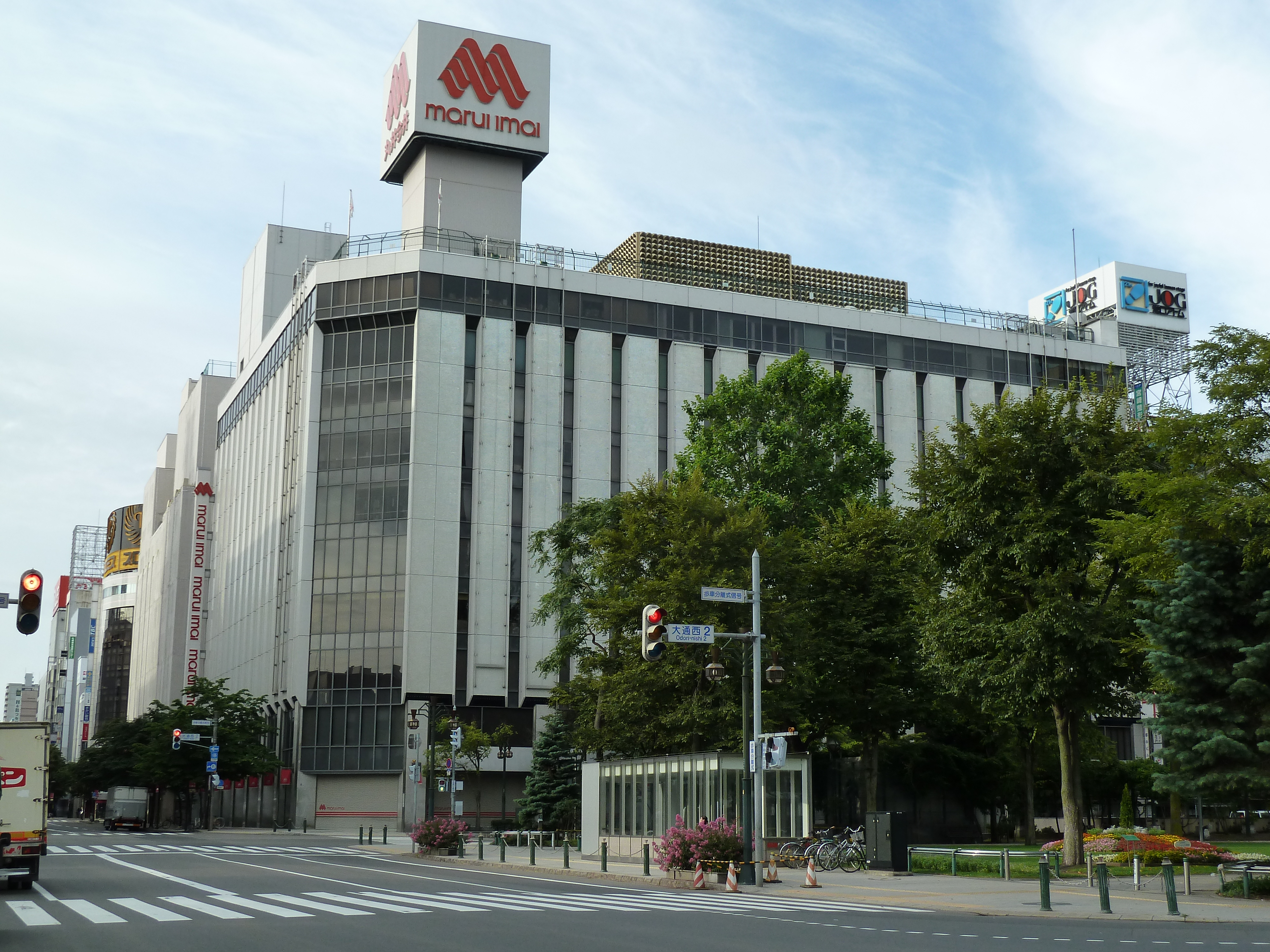
Grans magatzems Marui Imai.

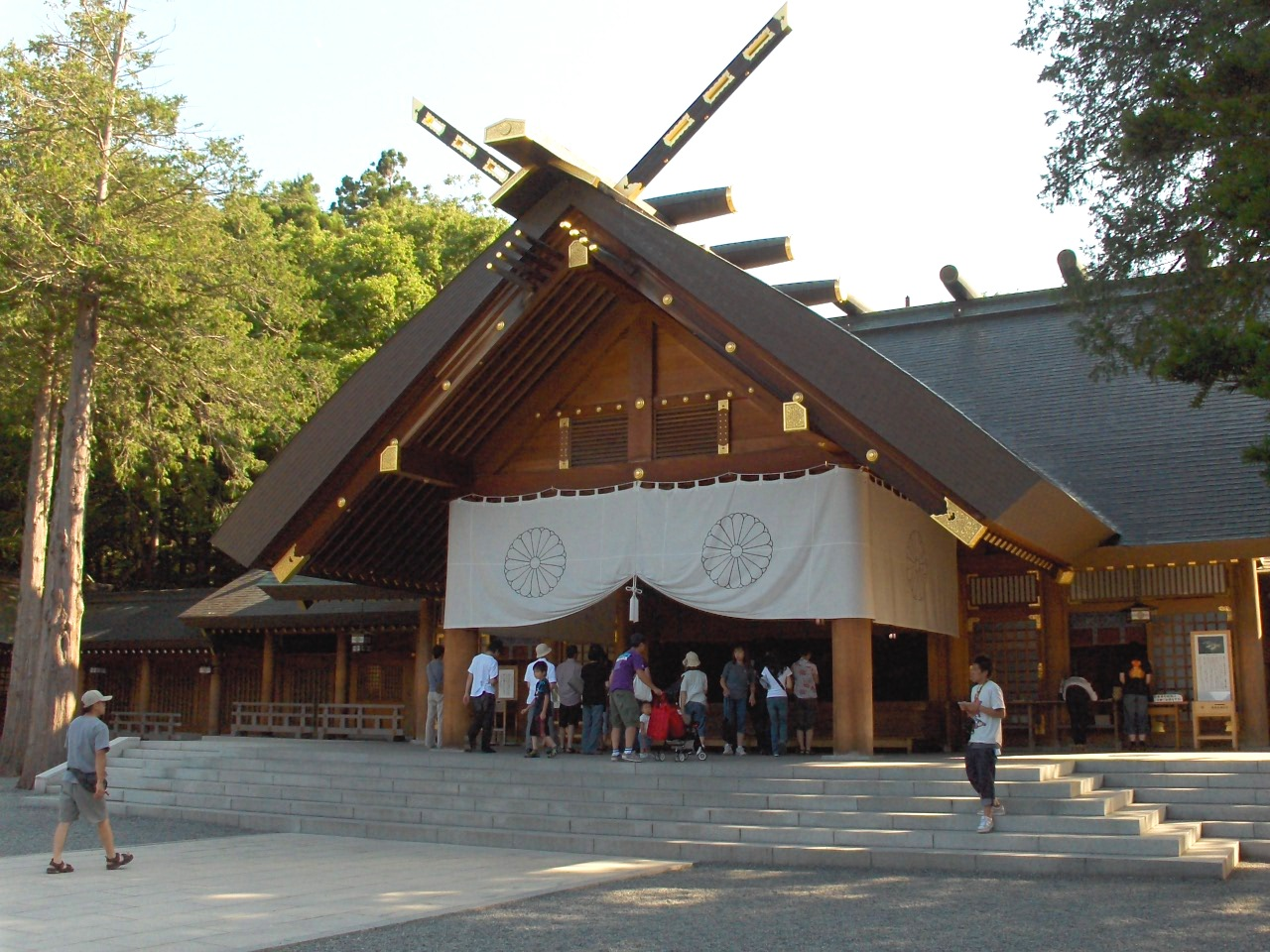
Altar del Santuari de Hokkaidō.

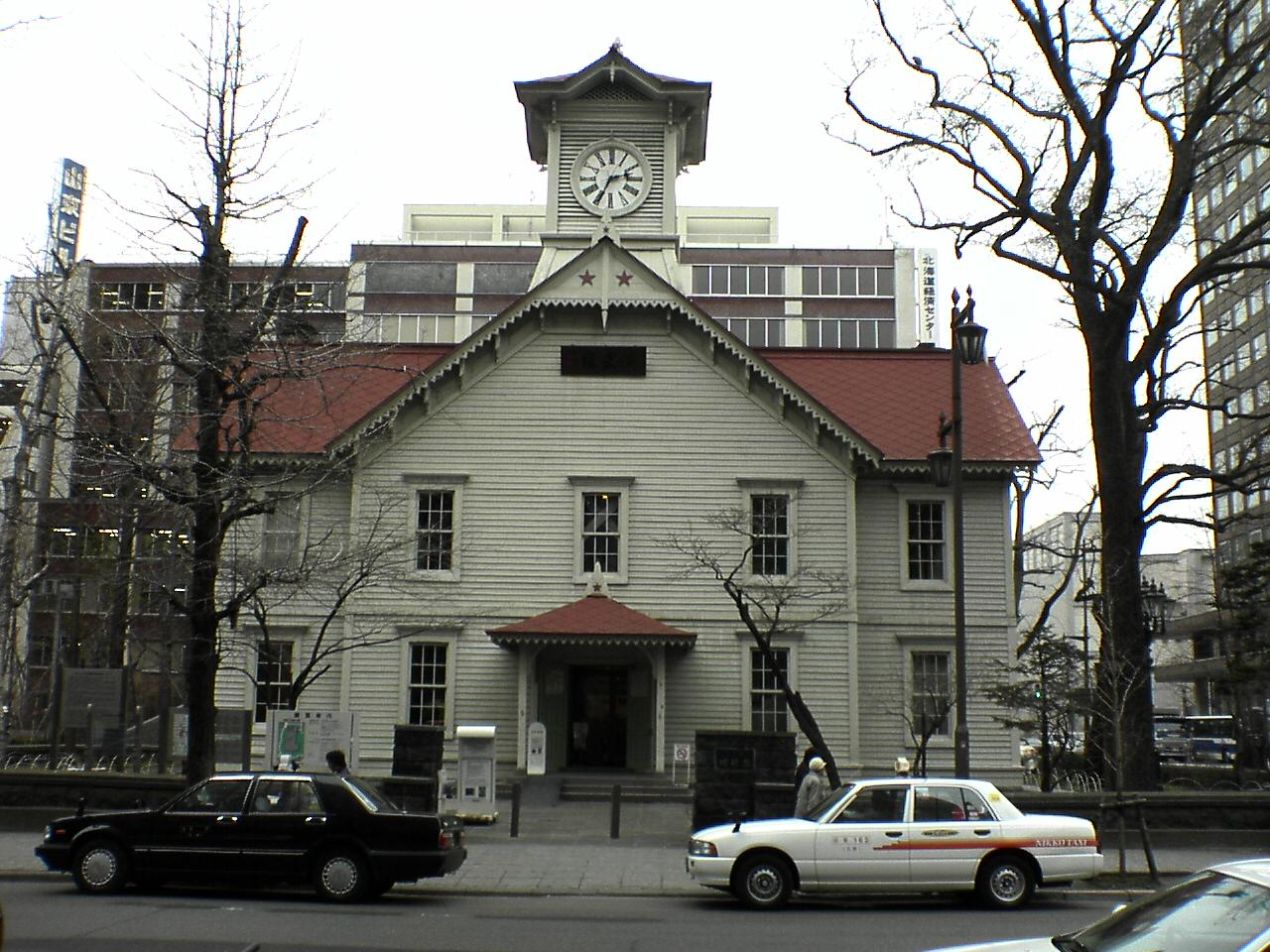
La torre del rellotge de Sapporo.

A Chūō es troben els principals atractius, institucions i centres econòmics i culturals a nivell municipal i regional. Alguns són:
- Administratius: Com a centre polític de la ciutat i la regió, al districte es troben la majoria de les seus d'institucions públiques com la seu de l'ajuntament de Sapporo, seu de l'ajuntament de districte, seu administrativa de la subprefectura d'Ishikari, seu central del govern de Hokkaidō, seu de l'assemblea de Hokkaidō, seu central de la policia de Hokkaidō, així com tribunals de justícia, delegacions del govern japonés i empreses d'aquest com els correus i consulats generals.
- Comercials: La gran majoria dels grans magatzems de la ciutat es troben a Chûô. Algunes firmes són: Marui Imai, Mitsukoshi, Daimaru, Don Quijote o Parco, entre d'altres. També al districte es troben centres comercials com el Paseo o Sapporo Factory, ciutats comercials subterrànies o la famosa galeria comercial de Tanukikōji. Quasi tots aquests establiments es troben al voltant del barri de Susukino.
- Culturals: Al districte es troben la pràctica totalitat d'expressions culturals de la ciutat. Des de les instal·lacions públiques com les biblioteques o els centres públics fins a museus de referència nacional. Per citar alguns museus: el museu d'Art Modern de Hokkaidō, el Museu de Hokkaidō, el poble històric de Hokkaidō, etc.
- Financers: Al districte es troben les seus principals dels bancs regionals, com el Banc de Hokkaidō i el Banc del Pacífic Nord, així com de caixes d'estalvis locals i sucursals regionals de bancs nacionals. També es troben les seus dels organismes públics, tant regionals com nacionals, competents en matèria econòmica.
- Religiosos: Tot i la relativa modernitat de Sapporo, a la ciutat es troben edificis religiosos de les religions tradicionals japoneses com el budisme o el xintoisme i d'altres foranes, com el cristianisme. Cal remarcar que al districte es troba la seu del bisbat de Sapporo.
- Històrics i civils: Mostra de la història de la ciutat, al districte es troben monuments com l'antic edifici del Govern de Hokkaidō, torre del rellotge de Sapporo, la torre de televisió de Sapporo,